# Phumosia spinicosta
Phumosia spinicosta är en tvåvingeart som först beskrevs av Hough 1898.  Phumosia spinicosta ingår i släktet Phumosia och familjen spyflugor. Inga underarter finns listade i Catalogue of Life.